# جرب عامر (شبام)
'

تعديل مصدري - تعديل

جرب عامر هي إحدى قرى عزلة شبام بمديرية شبام التابعة لمحافظة حضرموت، بلغ تعداد سكانها 57 نسمة حسب تعداد اليمن لعام 2004.